# Bartoloméievski
Bartoloméievski (en rus: Бартоломеевский) és un poble (un khútor) de l'óblast de Saràtov, a Rússia, segons el cens del 2010 tenia 318 habitants. Pertany al districte municipal de Saràtov.